# Franck Tanasi
Franck Tanasi est un footballeur français né le 22 décembre 1959 à Fort-de-France (Martinique).

## Biographie
Formé au Paris Saint-Germain, cet arrière gauche a fait toute sa carrière dans le club parisien, à part un intermède au Paris Football Club et à l'US Orléans. Il pouvait également jouer milieu défensif.
Il est le sélectionneur-adjoint de Jean-Paul Rabier qui dirige l'équipe Nationale du Burkina Faso de juillet 2002 à 2004.

## Carrière

### Joueur
- 1977-1979 :  Paris SG
- 1979-1980 :  Paris FC (prêt)
- 1980-1981 :  US Orléans (prêt)
- 1982-1991 :  Paris SG
- 1991-1992 :  AS Poissy
- 1992-1993 :  Paris FC

### Entraîneur
- Baron (2012-2013)
- Dugny
- Sélectionneur des moins de 16 ans du Burkina Faso
- Sélectionneur adjoint du Burkina Faso

## Palmarès
- Vainqueur de la Coupe de France en 1983 avec le Paris SG
- Champion de France D1 en 1986 avec le Paris SG